# Cmentarz żydowski w Sławkowie
Cmentarz żydowski w Sławkowie – kirkut, który założony został w 1907 r. przy drodze wiodącej ze Sławkowa do wsi Krzykawka. Wspólnota żydowska zakupiła na ten cel 2 morgi ziemi od właściciela dóbr Krzykawka. Cmentarz, pomimo że formalnie był własnością gminy żydowskiej w Sławkowie, znajdował się na gruntach gminy Bolesław. Obok cmentarza wybudowano dom przedpogrzebowy i dom mieszkalny dla stróża. Cmentarz znajduje się ok. 2,5 km od sławkowskiego Rynku. Spoczywa na nim ponad 200 Żydów ze Sławkowa i Strzemieszyc.